# Astragalus polygala
Astragalus polygala är en ärtväxtart som beskrevs av Pall.. Astragalus polygala ingår i släktet vedlar, och familjen ärtväxter. Inga underarter finns listade i Catalogue of Life.